# Blauwe dwerg
Een blauwe dwerg is een hypothetische ster die is geëvolueerd uit een rode dwerg nadat deze in de loop van biljoenen jaren het grootste deel van haar waterstof tot helium heeft gefuseerd. Rode dwergen fuseren hun waterstof zeer langzaam en het energietransport in het binnenste van de ster gebeurt volledig door convectie, waardoor een groter gedeelte van de waterstof gefuseerd kan worden. Omdat het universum nog niet oud genoeg is, kunnen blauwe dwergen nog niet bestaan en zijn hun eigenschappen volledig gebaseerd op theoretische modellen.
De helderheid van sterren neemt toe naarmate ze ouder worden: een ster met grotere lichtkracht heeft meer energie nodig om haar evenwicht te handhaven. Sterren met meer massa dan rode dwergen doen dit door hun omvang en oppervlak te vergroten en worden rode reus. In plaats van te expanderen gaan rode dwergen met minder dan 0,25 zonsmassa's naar verwachting hun straling verhogen door het verhogen van hun effectieve temperatuur en worden daardoor steeds "blauwer". Dit komt doordat de opaciteit van de oppervlaktelagen van rode dwergen niet veel groter wordt als de temperatuur toeneemt.
Blauwe dwergen zullen vervolgens evolueren tot witte dwergen als hun waterstofverbranding volledig is afgelopen. Vervolgens zal de witte dwerg afkoelen en een zwarte dwerg worden.